# カンティワティー・デビー
カンティワティー・デビー（Kantiwati Devi, 生年不詳 -  1799年10月31日）は、ネパール王国の君主ラナ・バハドゥル・シャハの内妃（側室）。カンタワティー・デビー（Kantawati Devi）とも呼ばれる。

## 生涯
1797年1月、ネパール王ラナ・バハドゥル・シャハと結婚した。ブラーフマナの娘であったが、ラナ・バハドゥルの内妃として寵愛を受けていた。ヒンドゥー教の教えでは、クシャトリヤとブラーフマナの結婚は認められておらず、堕落行為とみなされていた。そのため、この結婚は当時の保守社会には耐えがたいほどの異例であった、と佐伯は述べている。
1799年、ラナ・バハドゥルは嫡子を差し置いて、カンティワティーとの間に生まれたギルバン・ユッダ・ビクラム・シャハに王位を譲って出家した。だが、この譲位は嫡子を差し置いての譲位であったため反対が多く、ラナ・バハドゥルは重臣ら95名に譲位を認める起請文を書かせたうえ、その戴冠式にはパルパ王プリトヴィーパーラ・セーナも招待した。
譲位後、ラナ・バハドゥルは第一正妃ラージ・ラジェシュワリー・デビーを摂政に任じ、カンティワティーとともにデウパタン移り住んだ。だが、まもなくカンティワティーは病に倒れたため、ラナ・バハドゥルはブラーフマナの助言に従ってパタンに移り住み、神々へのあらゆる礼拝供養、多額の布施行を行った。
しかし、その甲斐も虚しく、同年10月31日にカンティワティーは死去した。この死へのラナ・バハドゥルの怒りはすさまじく、神やブラーフマナを罵り、神像を破壊するなど過激な行動に走るほどだった。